# Фейгефоссен
Фейгефоссен, також Фейгумфоссен — водоспад у Норвегії, загальною висотою 229 метрів. Розташований в окрузі Согн-ог-Ф'юране. Фейгефоссен є водоспадом на річці Лустрафіорді, розташованій вздовж дороги № 331, в 16 км на південь від Сьокхольдена, муніципалітету Лустер. З вільним падінням 218 метрів Фейгефоссен є одним з найвищих водоспадів вільного падіння і одним з найвражаючих у Норвегії. Потік витікає з гірського хребта Хюррунга. На верхів'ї Фейгедалесльві є невеликий льодовик і велике озеро Фейґедальсватнет, яке після теплого періоду і влітку дає багато талої води. У цей період Фейгефоссен розбухає до дуже могутнього водоспаду. На шляху до Фейгедалсватнет є ще два водоспади в річці Фейгедалесльві: Ханафсосен і Дрівандефоссен. Трохи нижче водоспаду на висоті 150 метрів є оглядовий майданчик. Шлях кам'янистий, але є стежка. Прогулянка займає близько 45 хвилин.
Під час своєї подорожі Норвегією водоспад описав поет Генрік Верґеланн.

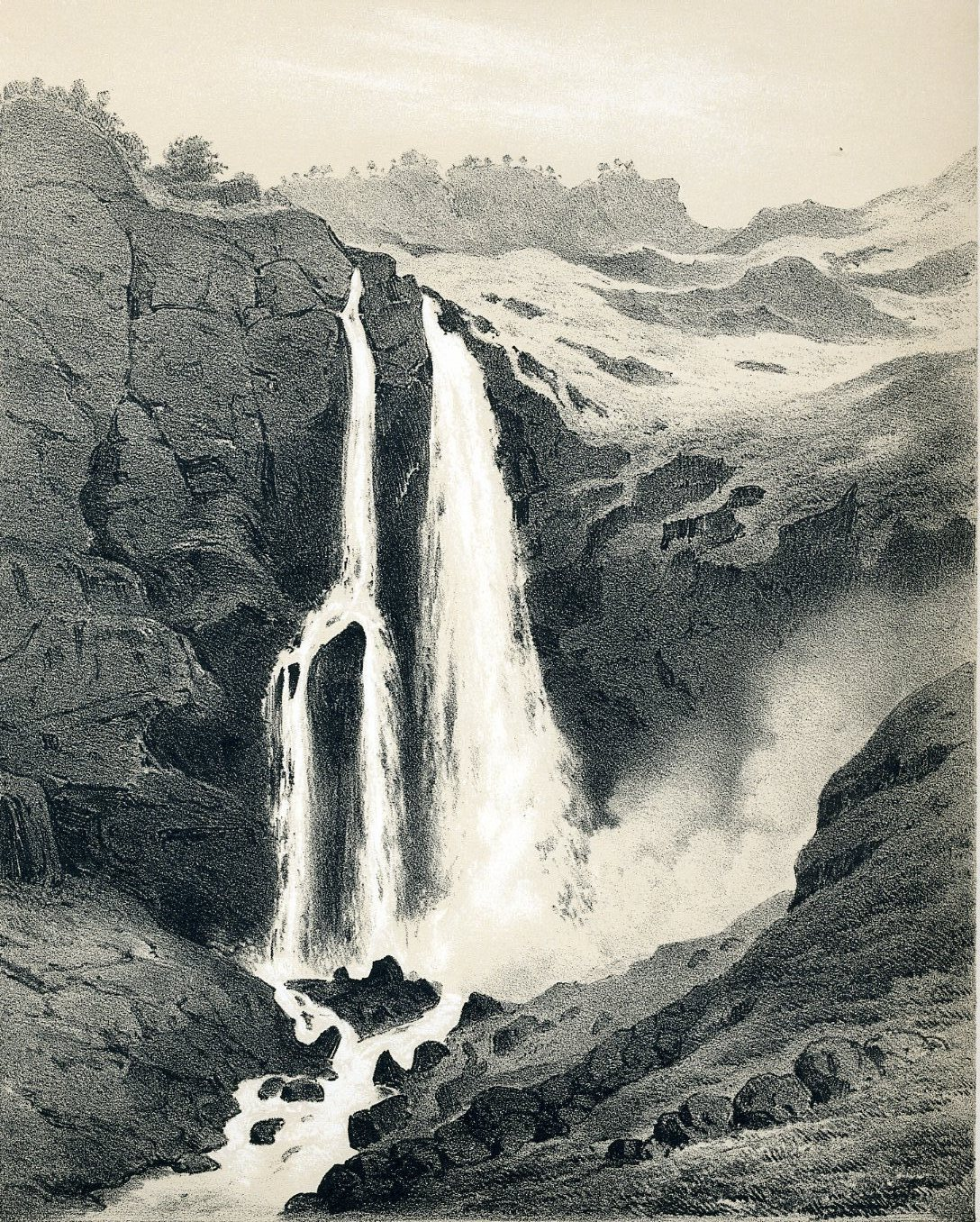
Водоспад Фейгефоссен на картині Йоахім Фріх, художника Дюссельдорфської художньої школи (1848)